# Musca chrysorrhaea
Musca chrysorrhaea este o specie de muște din genul Musca, familia Syrphidae. A fost descrisă pentru prima dată de Giovanni Antonio Scopoli în anul 1763.
Este endemică în Slovenia. Conform Catalogue of Life specia Musca chrysorrhaea nu are subspecii cunoscute.